# マスターモニター
マスターモニターは、映像を最終評価するためのモニターである。主に映像制作の現場で用いられる。

## 主なメーカー
- ソニー - BVMシリーズを販売している。
- パナソニック
- 池上通信機
- アストロデザイン